# Курбатов Георгій Львович
Георгій Львович Курбатов (16 травня 1929, Ленінград — 6 лютого 2003, Санкт-Петербург) — радянський і російський історик-медієвіст. Доктор історичних наук, професор історичного факультету СПбДУ.

## Біографія
Народився в сім'ї геолога і лікаря, рано втратив батьків. Був евакуйований з блокадного Ленінграда.
Закінчив історичний факультет ЛДУ. На формування його наукових інтересів великий вплив зробили Б. О. Романов, Н. В. Пігулевська, М. Ю. Сергієнко і особливо М. В. Левченко, який став його науковим керівником, коли студент Курбатов обрав темою своїх досліджень історію Візантії. З 1955 починає викладацьку діяльність на кафедрі історії середніх віків істфаку ЛДУ. У 1956 захистив кандидатську дисертацію «Міські курії і стан куріалів у ранній Візантії (IV—VI ст.)» (рос. «Городские курии и сословие куриалов в ранней Византии (IV—VI вв.»). Захистивши в 1966 докторську дисертацію «Ранньовізантійське місто (IV—VI ст.) Антіохія і основні проблеми внутрішнього розвитку міста» (рос. «Ранневизантийский город (IV—VI вв.). Антиохия IV—VI вв. и основные проблемы внутреннего развития города»), Г. Л. Курбатов став одним з наймолодших докторів наук — істориків.
З 1968 — професор. З 1970 по 1989 був завідувачем кафедри історії середніх віків.
Як один з авторів колективної монографії «Культура Візантії» (М., 1984—1991), в 1996 був удостоєний Державної премії Росії за монографію «Культура Візантії IV—XV століть» у трьох томах.

## Основні праці
- Византия в VI столетии: Популярный очерк. Л.: Учпедгиз, 1959. 136 с., 1 л. карт.
- Скандербег — народный герой Албании: Популярный очерк. Л.: Учпедгиз, 1961. 116 с.
- Ранневизантийский город: (Антиохия в IV в.). Л. : Изд-во Ленингр. ун-та, 1962. 286 с.
- В. Г. Васильевский и начало византиноведения в Петербургском университете // Проблемы отечественной и всеобщей истории. Л., 1969. С. 133—152.
- Основные проблемы внутреннего развития византийского города в IV—VII вв. : (Конец античного города в Византии). Л.: Изд-во Ленингр. ун-та, 1971. 220 с.
- История Византии: Историография. Л.: Изд-во Ленингр. ун-та, 1975. 256 с.
- Византия: проблемы перехода от античности к феодализму. Л. : ЛГУ, 1984. 97 с. В соавторстве с Г. Е. Лебедевой.
- История Византии: От античности к феодализму. М.: Высшая школа, 1984. 207 с.
- Христианство: Античность. Византия. Древняя Русь. Л.: Лениздат, 1988. 334 с. В соавторстве с Э. Д. Фроловым и И. Я. Фрояновым.
- Ранневизантийские портреты: К истории общественно-политической мысли. Л.: Изд-во ЛГУ, 1991. 270, [2] с. ISBN 5-288-00543-5.
- Традиции и новации в истории Византии в русской и зарубежной современной византинистике // Средневековая и новая Россия. Санкт-Петербург, 1996. С. 76—85.